# Lyon Township (comté de Knox, Missouri)
Lyon Township est un ancien township, situé dans le comté de Knox, dans le Missouri, aux États-Unis,.
Le township est fondé en 1860 et baptisé en référence à Hezekiah Lyon, un juge local.

### Source de la traduction
- (en) Cet article est partiellement ou en totalité issu de l’article de Wikipédia en anglais intitulé « Lyon Township, Knox County, Missouri » (voir la liste des auteurs).